# Bangsan-myeon
Bangsan-myeon (koreanska: 방산면) är en socken i provinsen Gangwon, i den norra delen av Sydkorea, 110 km nordost om huvudstaden Seoul. Den ligger i kommunen Yanggu-gun. I norr gränsar Bangsan-myeon till Nordkorea. 